# What's Your Pleasure?
What's Your Pleasure? — четвертий студійний альбом англійської співачки та авторки пісень Джессі Вейр, випущений 26 червня 2020 року лейблами PMR та EMI. Вейр і співпродюсер Джеймс Форд написали всі пісні у співавторстві з авторами та продюсерами Benji B, Джозефом Маунтом, Kindness, Морганом Гейстом, Метью Таваресом і Midland.
Альбом отримав широке визнання критиків. Він також мав комерційний успіх, завдяки чому Вейр уперше ввійшла до трійки лідерів і на сьогоднішній день посіла найвищу позицію в британському чарті та шотландському чарті. Для просування альбому було випущено п'ять синглів. У квітні 2021 року What's Your Pleasure? був номінований у категорії «Альбом року» на Brit Awards. Перевидання з підзаголовком «The Platinum Pleasure Edition» вийшло 11 червня 2021 року, йому передували сингли «Please» і «Hot n Heavy».

## Список пісень
| Стандартне видання | Стандартне видання       | Стандартне видання |
| #                  | Назва                    | Тривалість         |
| ------------------ | ------------------------ | ------------------ |
| 1.                 | «Spotlight»              | 5:31               |
| 2.                 | «What's Your Pleasure?»  | 4:38               |
| 3.                 | «Ooh La La»              | 3:48               |
| 4.                 | «Soul Control»           | 3:59               |
| 5.                 | «Save a Kiss»            | 4:02               |
| 6.                 | «Adore You»              | 3:45               |
| 7.                 | «In Your Eyes»           | 4:58               |
| 8.                 | «Step into My Life»      | 3:37               |
| 9.                 | «Read My Lips»           | 4:03               |
| 10.                | «Mirage (Don't Stop)»    | 4:47               |
| 11.                | «The Kill»               | 4:37               |
| 12.                | «Remember Where You Are» | 5:34               |
| 53:19              |                          |                    |

| The Platinum Pleasure Edition (диск два) | The Platinum Pleasure Edition (диск два) | The Platinum Pleasure Edition (диск два) |
| #                                        | Назва                                    | Тривалість                               |
| ---------------------------------------- | ---------------------------------------- | ---------------------------------------- |
| 1.                                       | «Please»                                 | 4:32                                     |
| 2.                                       | «Impossible»                             | 3:42                                     |
| 3.                                       | «Eyes Closed»                            | 4:26                                     |
| 4.                                       | «Overtime»                               | 4:39                                     |
| 5.                                       | «Hot n Heavy»                            | 3:35                                     |
| 6.                                       | «Pale Blue Light»                        | 4:44                                     |
| 7.                                       | «0208»                                   | 4:03                                     |
| 8.                                       | «Adore You»                              | 3:44                                     |
| 33:25                                    |                                          |                                          |

## Чарти
| Чарт (2020—2021)                             | Найвища позиція |
| -------------------------------------------- | --------------- |
| Бельгія Belgian Albums (Ultratop Flanders)   | 36              |
| Бельгія Belgian Albums (Ultratop Wallonia)   | 136             |
| Ірландія Irish Albums (OCC)                  | 28              |
| Польща Polish Albums (ZPAV)                  | 17              |
| Spain Albums Top 100 (PROMUSICAE)            | 29              |
| Шотландія Scottish Albums (OCC)              | 3               |
| Швейцарія Swiss Albums (Schweizer Hitparade) | 66              |
| Велика Британія UK Albums (OCC)              | 3               |
| US Top Album Sales (Білборд)                 | 34              |

## Сертифікації
| Регіон                                                      | Сертифікація | Продажі |
| ----------------------------------------------------------- | ------------ | ------- |
| Велика Британія (BPI)                                       | Срібний      | 60 000  |
| продажі+прослуховування, що базуються лише на сертифікаціях |              |         |